# Холмська губернія
Холмська губернія (рос. Холмская губерния, до 1918: Холмская губернія, пол. Gubernia chełmska) — історична адміністративно-територіальна одиниця у складі Російської імперії, УНР та Української Держави на теренах історичних Холмщини та південного Підляшшя.

## Історія

### Російська імперія

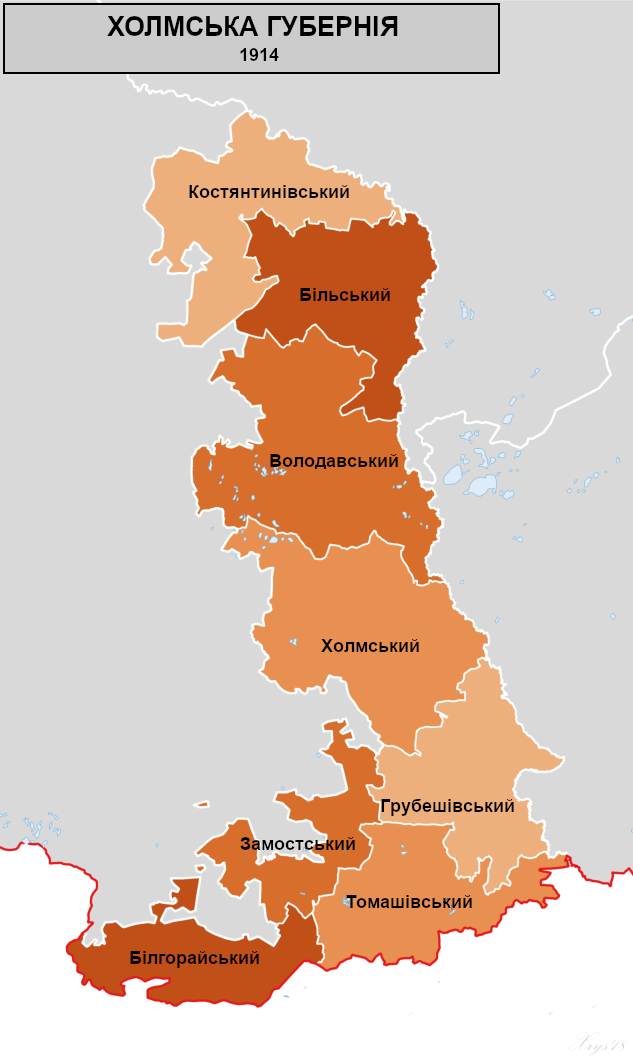
Повіти Холмської губернії в 1914 році

Виділена ухвалою четвертої Думи від 9 травня 1912 року (закон 23 червня 1912) зі східної частини Люблінської і Сідлецької губернії, заселених українцями (Холмщина). Офіційне відкриття губернії відбулося 8 вересня 1913 року. Територія — 10460 км², населення (на 1909) 703000 осіб.
- До складу губернії ввійшли 58 волостей повністю і 24 частково з ліквідованої Сідлецької губернії:
  - Більський повіт
  - частина Володавського повіту: місто Володава і волості Острів, Устимів, Воля-Верещинська, Володава, Вирики, Ганськ, Городище, Кривоверба, Опілля, Романів, Собібор і Турно та села Боднарівка, Білка, Угнин і Хмелів волості Дубова-Колода, села Бабянка, Колеховичі і Тисьмениця волості Тисьмениця
  - частина Костянтинівського повіту: селище Янів-Підляський і волості Богукали, Витулин, Вільшанка, Головчиці, Гушлів, Заканалля, Корниця, Лосиці, Павлів, Рокитно, Свори і Чухліби
  - частина Радинського повіту: волості Березовий Кут, Жеротин, Загайки, Товстець, Шостка і Яблонь та села Колемброди і Желізна волості Желізна
- Також із Люблінської губернії:
  - Грубешівський повіт
  - Томашівський повіт
  - значна частина Холмського повіту: місто Холм і волості Буків, Вільховець, Войславичі, Жмудь, Кривички, Павлів, Раколупи, Рейовець, Сідлище, Свірже, Став, Турка, Циців
  - значна частина Замостського повіту: місто Замостя і волості Високе, Замостя (за винятком села Жданова), Звіринець, Краснобрід, Лабуні, Скербешів, Суховоля, Щебрешин; села Вишенька, Забитів, Монастирок і Сульмиця волості Старе Замостя; села Воля Чорностоцька, Дільці, Радечниця, Радечницький монастир, Трясини і Чорносток волості Радечниця; село Розлопи волості Сулів; села Біловоля, Вілька Вепрецька і Липськ волості Мокре; села Липовець, Сохи, Терешпіль і Шозди волості Терешпіль
  - значна частина Білгорайського повіту: місто Білгорай і волості Крешів, Бабичі, Біща, Воля Рожанецька, Горішній Потік, Княжпіль, Лукова і Майдан Сопітський; села Пуща Сільська, Рожнівка, Бояри і Дилі волості Пуща Сільська; села Дережня Сільська, Дережня Загороди, Лазори, Майдан Старий, Майдан Новий, Рогалі, Руда Сільська, Сіль і Смольське волості Сіль; села Гарасюки і Рички волості Гута Крешівська
  - фрагменти Любартівського повіту: села Дратів , Каніволя, Кобилки, Людвин і Щецин волості Людвин
  - фрагменти Красноставського повіту: села Добринів, Лопінник Руський і Стужиця волості Лопенник; села Бзіте, Вінцентів, Крупець, Крупе, Загороди, Костунин, Жданне і Верховини волості Рудка; села Олександрівський Краснічин, Анельполь, Березини, Бонча, Вілька Красничинська, Деревники, Залісся, Красничин , Вільшанка і Стара Весь волості Чайки.

Холмська губернія складалася з 8 повітів:
- Білгорайський;
- Більський;
- Володавський;
- Грубешівський;
- Замостський;
- Костянтинівський;
- Томашівський;
- Холмський.

Була утворена імператорським урядом 1912 року за потреби відділити українське населення Холмщини від Польського королівства. Проте початок війни 1914 року завадив остаточному влаштуванню адміністрації Холмської губернії. Практично припинила функціонування у складі Російської імперії в 1915 році внаслідок відступу російських військ під час Першої світової війни. Але продовжувала існувати у складі УНР та Української Держави до 3 лютого 1919 року.

### Україна

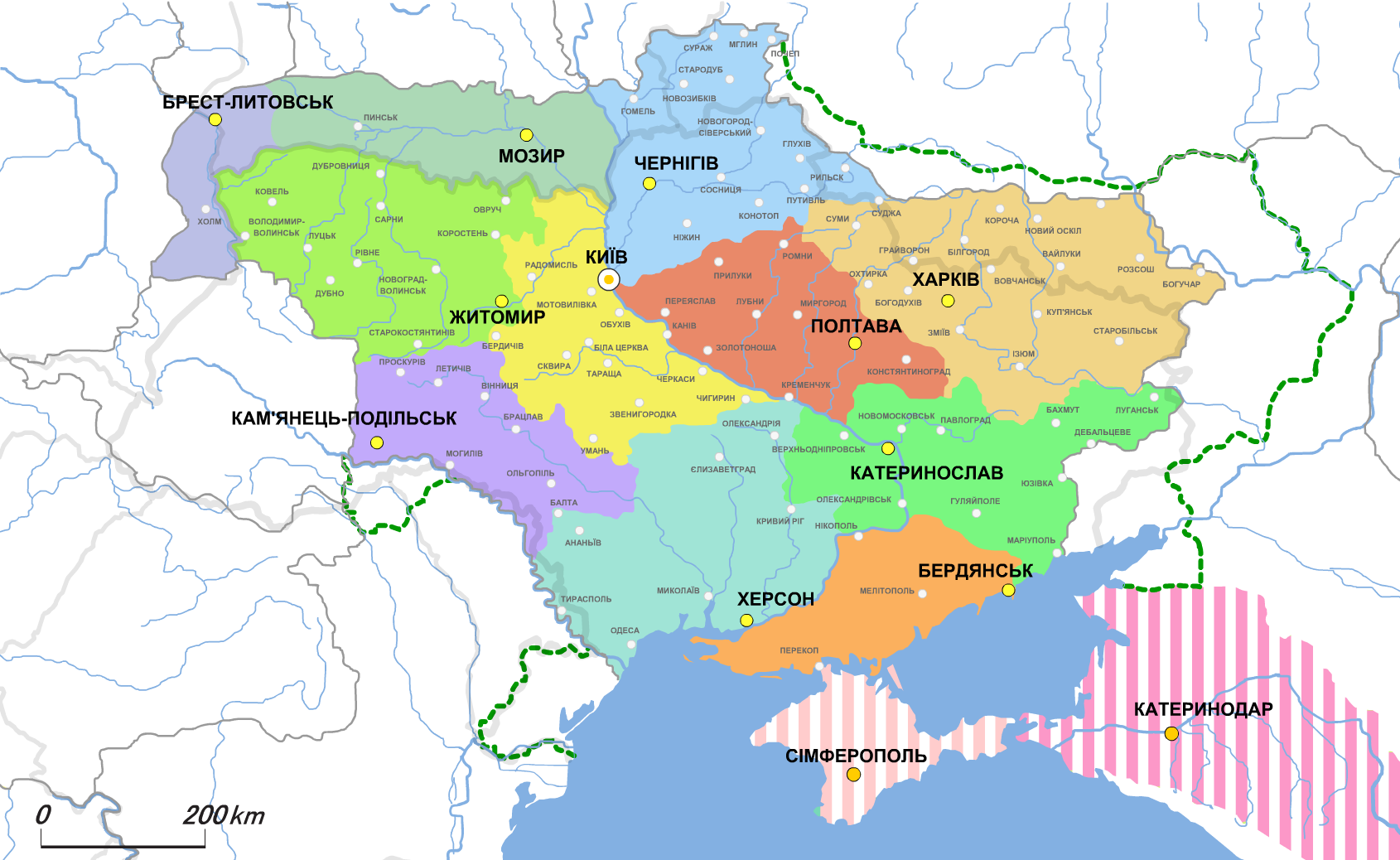
Адміністративно-територіальний устрій Української Держави
Холмська губернія

Згідно з умовами Берестейського миру від 9 лютого 1918 року між УНР і державами Четверного блоку Берестейщина (південні повіти Гродненської губернії) Холмщина і частина Підляшшя визнавалися територією незалежної української держави — УНР. Але на той момент УНР зовсім не контролювала ці території, які ще з осені 1915 року були окуповані військами Німеччини і Австро-Угорщини. Лише у березні 1918 року до м. Берестя прибув за призначенням з Києва невеликий персонал новоутвореного Холмського губернського управління на чолі з Скоропис-Йолтуховським. Центральною Радою губернія включена разом із Берестейщиною до Підляшшя. Українські адміністратори почали поступово перебирати владу від німців на цих територіях. Однак працювати їм довелось дуже складно. Значна частина етнічних українців була виселена з цієї території ще у 1915 року відступаючими російськими військами. В результаті цього відсоток поляків серед місцевого населення зріс. Практично ж вся польська громадськість і політики вважали ці землі своїми і не бажали їх нікому віддавати. Протягом літа — осені 1918 року було утворено український адміністративний апарат на Берестейщині і в Підляшші. Холмщина ж з м.Холм так і не була передена під українську владу, бо це була зона окупації Австро-Угорщини, яка дуже не хотіла сваритись з поляками. Скоропис-Йолтуховський залишився працювати губернатором Холмської губернії і за правління гетьмана Скоропадського, хоча і була спроба замінити його російським генералом Морозовим у травні 1918 р. 15 листопада 1918 року гетьманат виділив окрему Холмську губернію. Центральним губернським містом визначався Брест-Литовськ. Губернією керував староста Олександр Скоропис-Йолтуховський.
До Холмської губернії входили також:
- південна частина Берестейського повіту Гродненської губернії.
- Більський повіт Гродненської губернії.
- південна частина Кобринського повіту Гродненської губернії.
- Пружанський повіт Гродненської губернії.
- частини Костянтинівського повіту Люблінської губернії.
- частини Радинського повіту Люблінської губернії.
- частини Красниставського повіту Люблінської губернії.

Після капітуляції Німеччини у Першій світовій війні Польща проголосила відновлення своєї незалежної держави. Відразу ж почались спроби польських збройних сил захопити Підляшшя та Берестейщину, але цьому заважала присутність німецьких військ. У української ж адміністрації Холмської губернії свої збройні відділи були практично відсутні. 2 грудня 1918 року війська Німеччини залишили території Підляшшя на захід від р. Буг з м. Біла. Разом з ними евакуювалась і українська адміністрація. Після переходу влади в Україні від УД до Директорії УНР Скоропис-Йолтуховський і далі залишився губернатором. 2-3 лютого 1919 року війська Польщі після евакуації німецьких військ зайняли м. Берестя. Всі українські чиновники були поляками заарештовані і кинуті до в'язниці. На цьому Холмська губернія припинила своє існування. Але юридично вона існувала у складі Української Народної Республіки до 22 квітня 1920 року, коли був підписаний і ратифікований Варшавський договір, за яким Україна визнала західні території у складі Польщі.

## Населення

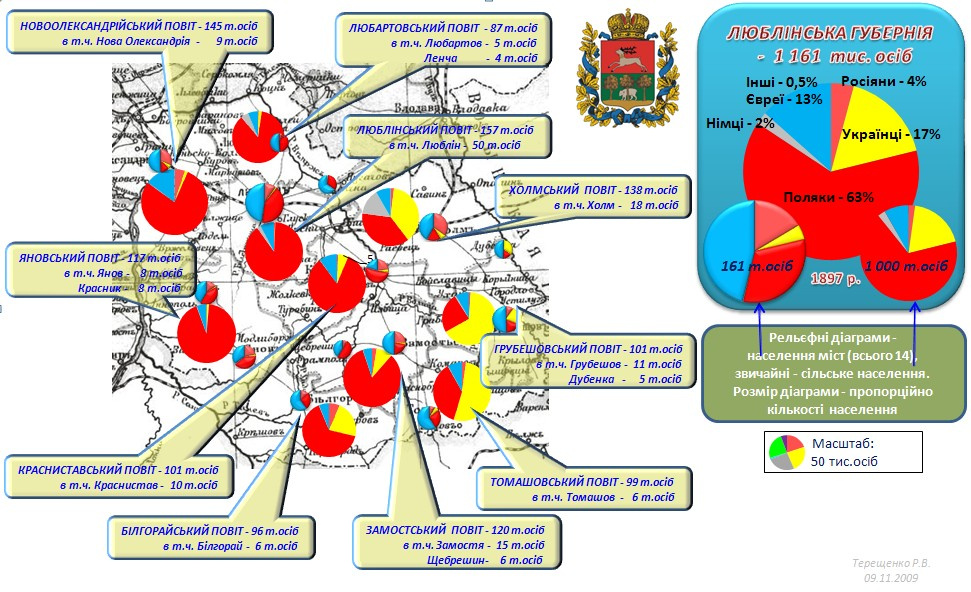
Згідно з переписом населення 1897 року українці складали значну кількість у Грубешівському, Томашівському, Холмському і Білгорайському повітах Люблінської губернії.

Частка українськомовного населення в повітах Сідлецької губернії за даними перепису населення 1897 року

Частка українськомовного населення в повітах Люблінської губернії за даними перепису населення 1897 року

На 1909 рік населення земель, що 1912 року увійшли до складу Холмської губернії, становило 703 000 осіб.
| Національність | Відсоток |
| -------------- | -------- |
| українці       | 52,6 %   |
| поляки         | 24,4 %   |
| євреї          | 15,3 %   |
| німці          | 4,0 %    |
| росіяни        | 3,7 %    |

У 1912 році населення губернії становило 758 408 осіб, з них 304 885 православних (40,20 %), 310 679 католиків (40,96 %), 114 351 юдеїв (15,08 %), 28 495 осіб інших віросповідань (3,76 %).
На 1 січня 1914 року в Холмській губернії з 912 095 населення українці складали 446 839 осіб, тобто 50,1 % від всієї людності, поляки — 30,5 %, євреї — 15,8 %.

## Наш час
Сьогодні в складі Україні є невеликий шматочок колишньої Холмської губернії — село Пісочне, що входило до складу Довгобичівської гміни Грубешівського повіту Люблінської, а згодом Холмської губернії. До цієї ж гміни належало колишнє село Павловичі, на місці якого розташована однойменна прикордонна застава «Павловичі» (офіційно ця застава нині є частиною села Нісмичі за річкою Варяжанка, що до 1918 року було частиною Австро-Угорщини).